# Jonny O'Mara
Jonny O'Mara, né le 2 mars 1995 à Arbroath, est un joueur de tennis britannique, professionnel depuis 2013.

## Carrière
Il a remporté un tournoi ITF en simple en 2016 au Portugal et a perdu deux finales.
En 2017, il se spécialise dans les épreuves de double et remporte en août son premier tournoi Challenger à Izmir avec son partenaire habituel, Scott Clayton. Il a remporté le Master'U BNP Paribas, l'événement mondial du tennis universitaire, avec la Grande-Bretagne en décembre 2017. Associé depuis 2018 à Luke Bambridge, ils s'adjugent le Challenger de Surbiton début juin, puis trois semaines plus tard, le tournoi ATP d'Eastbourne où ils bénéficiaient d'une invitation, à chaque fois contre les frères Ken et Neal Skupski. En octobre, ils remportent un second titre ATP à Stockholm.

## Palmarès

### Titres en double messieurs
| No | Date       | Nom et lieu du tournoi                 | Catégorie | Dotation  | Surface      | Partenaire     | Finalistes                    | Score     |          |
| -- | ---------- | -------------------------------------- | --------- | --------- | ------------ | -------------- | ----------------------------- | --------- | -------- |
| 1  | 25-06-2018 | Nature Valley International Eastbourne | ATP 250   | 661 085 € | Gazon (ext.) | Luke Bambridge | Ken Skupski Neal Skupski      | 7-5, 6-4  | Parcours |
| 2  | 15-10-2018 | Intrum Stockholm Open Stockholm        | ATP 250   | 612 755 € | Dur (int.)   | Luke Bambridge | Marcus Daniell Wesley Koolhof | 7-5, 7-68 | Parcours |
| 3  | 27-09-2021 | Sofia Open Sofia                       | ATP 250   | 419 470 € | Dur (int.)   | Ken Skupski    | Oliver Marach Philipp Oswald  | 6-3, 6-4  | Parcours |

### Finales en double messieurs
| No | Date       | Nom et lieu du tournoi            | Catégorie | Dotation  | Surface      | Vainqueurs                                          | Partenaire      | Score     |          |
| -- | ---------- | --------------------------------- | --------- | --------- | ------------ | --------------------------------------------------- | --------------- | --------- | -------- |
| 1  | 31-12-2018 | Tata Open Maharashtra Pune        | ATP 250   | 527 880 $ | Dur (ext.)   | Rohan Bopanna Divij Sharan                          | Luke Bambridge  | 6-3, 6-4  | Parcours |
| 2  | 25-02-2019 | Brasil Open São Paulo             | ATP 250   | 550 145 $ | Terre (ext.) | Federico Delbonis Máximo González                   | Luke Bambridge  | 6-4, 6-3  | Parcours |
| 3  | 29-04-2019 | Millenium Estoril Open Estoril    | ATP 250   | 524 340 € | Terre (ext.) | Jérémy Chardy Fabrice Martin                        | Luke Bambridge  | 7-5, 7-63 | Parcours |
| 4  | 24-02-2020 | Chile Dove Men+Care Open Santiago | ATP 250   | 604 010 $ | Terre (ext.) | Roberto Carballés Baena Alejandro Davidovich Fokina | Marcelo Arévalo | 7-63, 6-1 | Parcours |

## Parcours dans les tournois duGrand Chelem

### En double messieurs
| Année | Open d'Australie             | Open d'Australie          | Internationaux de France     | Internationaux de France    | Wimbledon                    | Wimbledon                   | US Open                        | US Open                   |
| ----- | ---------------------------- | ------------------------- | ---------------------------- | --------------------------- | ---------------------------- | --------------------------- | ------------------------------ | ------------------------- |
| 2017  | —                            | —                         | —                            | —                           | 2e tour (1/16) Scott Clayton | H. Kontinen John Peers      | —                              | —                         |
| 2018  | —                            | —                         | —                            | —                           | 1er tour (1/32) L. Bambridge | Łukasz Kubot Marcelo Melo   | —                              | —                         |
| 2019  | 2e tour (1/16) L. Bambridge  | Jamie Murray Bruno Soares | 1er tour (1/32) L. Bambridge | Ken Skupski Neal Skupski    | 1er tour (1/32) L. Bambridge | Raven Klaasen Michael Venus | 1/8 de finale M. Arévalo       | K. Krawietz A. Mies       |
| 2020  | 1/4 de finale M. Arévalo     | Ivan Dodig Filip Polášek  | 2e tour (1/16) M. Arévalo    | J.-J. Rojer Horia Tecău     | Annulé                       | Annulé                      | 1er tour (1/16) M. Arévalo     | J.-J. Rojer Horia Tecău   |
| 2021  | 1er tour (1/32) Artem Sitak  | Rajeev Ram Joe Salisbury  | 1er tour (1/32) C. Norrie    | P.-H. Herbert Nicolas Mahut | 1er tour (1/32) Hugo Nys     | Ariel Behar G. Escobar      | 1/8 de finale A.-U.-H. Qureshi | M. Granollers H. Zeballos |
| 2022  | 2e tour (1/16) A. Vasilevski | M. Granollers H. Zeballos | 1/8 de finale J. Withrow     | M. Granollers H. Zeballos   | 1/8 de finale K. Skupski     | K. Krawietz A. Mies         | 1er tour (1/32) F. Martin      | Hugo Nys J. Zieliński     |
| 2023  | —                            | —                         | —                            | —                           | 1er tour (1/32) L. Broady    | F. Cabral R. Matos          |                                |                           |

N.B. : le nom du partenaire se trouve sous le résultat ; le nom des ultimes adversaires se trouve à droite.

### En double mixte
| Année | Open d'Australie | Open d'Australie | Internationaux de France | Internationaux de France | Wimbledon                      | Wimbledon                       | US Open | US Open |
| ----- | ---------------- | ---------------- | ------------------------ | ------------------------ | ------------------------------ | ------------------------------- | ------- | ------- |
| 2019  | —                | —                | —                        | —                        | 1er tour (1/32) N. Broady      | Y. Zhaoxuan M. Middelkoop       | —       | —       |
|       |                  |                  |                          |                          |                                |                                 |         |         |
| 2021  | —                | —                | —                        | —                        | 1er tour (1/32) Sara Beth Grey | Renata Voráčová Nicholas Monroe | —       | —       |
| 2022  | —                | —                | —                        | —                        | 1/4 de finale Alicia Barnett   | Samantha Stosur Matthew Ebden   | —       | —       |
| 2023  | —                | —                | —                        | —                        | 1/2 finale Olivia Nicholls     | L. Kichenok Mate Pavić          |         |         |

N.B. : le nom de la partenaire se trouve sous le résultat ; le nom des ultimes adversaires se trouve à droite.

## Classements ATP en fin de saison
| Année          | 2013 | 2014 | 2015 | 2016 | 2017 | 2018 | 2019 | 2020 | 2021 | 2022 |
| Rang en simple | 936  | 864  | 890  | 544  | 860  | –    | –    | –    | –    | –    |
| Rang en double | 989  | 513  | 809  | 383  | 158  | 63   | 57   | 58   | 62   | 95   |

Source : (en) Classements de Jonny O'Mara sur le site officiel de la Fédération internationale de tennis